# Thongloun Sisoulith
Thongloun Sisoulith (Laotiaans: ທອງ ລຸນ ສີ ສຸ ລິດ; 10 november 1945) is een Laotiaanse politicus. Sinds januari 2021 staat hij aan het hoofd van het politbureau van de Revolutionaire Partij van Laos en sinds maart 2021 is hij officieel president van het land. Eerder was hij actief als vicepremier (2001–2016), minister van Buitenlandse Zaken (2006–2016) en premier (2016–2021).

## Biografie
Sisoulith werd geboren in de provincie Hua Phan en studeerde van 1962 tot 1969 aan de Academie voor Pedagogiek van het Laotiaans Patriottisch Front (Neo Lao Hak Sat) in die provincie. Hij volgde een vervolgopleiding in de Sovjet-Unie en Vietnam. Naast Laotiaans spreekt hij Vietnamees, Russisch en Engels.
Sisoulith heeft een groot aantal bestuurlijke functies bekleed. Hij was van 1987 tot 1992 viceminister van Buitenlandse Zaken, van 1993 tot 1997 minister van Arbeid en Sociale Zaken en van 1998 tot 2000 lid van de Nationale Assemblee. Op 27 maart 2001 werd hij vicepremier en voorzitter van de Staatsplanningscommissie. Hij werd bovendien op 8 juni 2006 benoemd tot minister van Buitenlandse Zaken, ter vervanging van Somsavat Lengsavad.
Op 23 januari 2016 werd Sisoulith gekozen tot premier van Laos tijdens het tiende partijcongres. Hij bekleedde dit ambt gedurende vijf jaar onder het presidentschap van Bounnhang Vorachith. In januari 2021 volgde hij Vorachith op als hoofd van het politbureau van de Laotiaanse Revolutionaire Volkspartij, waarmee hij de facto de machtigste politicus van het land werd. In maart van dat jaar werd hij ook officieel president.